# Salt Lake Screaming Eagles
Die Salt Lake Screaming Eagles sind ein Arena-Football-Team aus West Valley City, Utah, das aktuell in der Indoor Football League (IFL) spielt. Ihre Heimspiele tragen die Screaming Eagles im Maverik Center aus.

## Geschichte
Die Sreaming Eagles wurden 2016 gegründet und absolvierten ihre erste Saison 2017. Salt Lake ist ein besonderer Verein. Gründer Sohrob Farudi wollte einen komplett von Fans gestalteten und mitgeführten Arena-Football-Verein aufbauen. Das Projekt nennt sich „Project FANchise“.
Dies fing bereits bei der Namensgebung an. Lange Zeit war der Name „Utah Teamy McTeamfaces“ an erster Stelle der Abstimmung. Sohrob Farudi sagte dazu in einem Interview, dass welcher Teamname auch immer gewählt werden sollte, er 100%ig dahinterstehen werde. Er persönlich hoffe nicht, dass sich der Name Teamy McTeamfaces durchsetzt, da er gar nicht wissen wolle, wie das Logo dazu aussehen würde.
Eine weitere skurrile Besonderheit ist, dass auch die Fans entscheiden, welcher Trainer und welche Spieler verpflichtet werden und welche der Spieler für das nächste Spiel aufgestellt werden. So entschied eine Fanumfrage, der ehemalige NFL Pro Bowler Greg Hardy solle nicht verpflichtet werden, was schlussendlich auch nicht realisiert wurde.
Am 20. April 2017 berichtete das Wall Street Journal, dass die Screaming Eagles nach der Saison 2017 in die neu gegründete Interactive League wechseln werden. Das besondere an der Liga ist, dass Fans nun auch Spielsysteme im Stadion oder zuhause vor dem Computer wählen und ansagen dürfen.

## IFL Saison 2017
Nach anfänglichen Startschwierigkeiten, als nur eines der ersten 9 Spiele gewonnen wurde, fingen sich die Screaming Eagles zum Ende der Saison und beendeten die Runde mit 5 Siegen aus 11 Niederlagen auf Platz 4 der Intense Conference. Die Playoffs wurden dadurch verpasst.
Defensive Back James Calhoun wurde nach der Saison in das All-IFL 1st Team gewählt.

## Stadion
Die Screaming Eagles tragen ihre Heimspiele im rund 10.000 Zuschauer fassenden Maverik Center aus. Das Stadion teilen sie sich unter anderem mit der ECHL-Mannschaft der Utah Grizzlies.